# Millenia Nova
Millenia Nova ist ein Musik-Duo aus München.
Mathias Neuhauser und Michael Meinl hatten sich über einen gemeinsamen Freund kennengelernt. Sie arbeiteten zusammen an einem Werbe-Jingle und wurden gute Freunde. Sie trafen den Entschluss, eine Band zu gründen – obwohl beide aus völlig unterschiedlichen musikalischen Gefilde stammten. Während Neuhauser sich eher bei Ska und Punk zu Hause fühlte, kam Meinl aus dem Bereich Techno und House. Das Aufeinandertreffen dieser beiden Welten führte zu einer Symbiose aus elektronischer Musik, Independent, Rock, Pop und Ambient.
Da die beiden Münchner laut ihrer eigenen Aussagen selber nicht singen können, verpflichten sie für ihre musikalischen Werke Gastsänger. Für das dritte Album Narcotic Wide Screen Vista wurde das Duo unterstützt von Thomas Hanreich (Vivid), Chris Neuburger (Slut), Kelli Ali (Ex-Sneaker Pimps), Alison (The Beangrowers) und Rock-Ikone Iggy Pop.
Die Zusammenarbeit mit Iggy Pop im Song Rockicide entstand aus einer spontanen Idee, für das dritte Album einen Superstar zu engagieren. Kylie Minogue und Robbie Williams reagierten nicht auf den Versuch der Kontaktaufnahme, aber Iggy Pop kannte den Millenia Nova-Song „I’m dead“ von einer New Yorker Radiostation und sagte zu.

## Diskografie
- 1996 – Nice mysterious heavy Stuff
- 1998 – Slow E-Motion Sightseeing
- 2003 – Narcotic Wide Screen Vista